# Herrington Hill
Herrington är en kulle i Antarktis. Den ligger i Västantarktis. Argentina, Chile och Storbritannien gör anspråk på området. Toppen på Herrington är 22 meter över havet.
Terrängen runt Herrington är platt. Havet är nära Herrington åt sydost.  Trakten är obefolkad. Det finns inga samhällen i närheten. 